# Synodontis eupterus
Synodontis eupterus — вид риб з роду Synodontis родини Пір'явусі соми ряду сомоподібні. Інша назва «вуалевий синодонтіс».

## Опис
Загальна довжина сягає 30 см (в акваріумі — 18 см). Голова коротка, трохи сплощена зверху й сильно стиснута з боків. Очі великі, їх діаметр — 23—34,5 % довжини голови. Рот помірно широкий. Зуби тонкі і помірно довгі, на кожній щелепі по 39—62. Є 3 пари вусів, з яких 2 пари на нижній щелепі досягають основи грудних плавців. Зяброві щілини помірно довгі. Тулуб кремезний. Спинний плавець великий, подовжений, прапороподібний, з 1 жорстким променем. Його кожний промінь продовжується довгою ниткою, довжина якої коливається у різних особин. Жировий плавець добре розвинено, близько до спинного. Грудні плавці витягнуті, з 1 жорстким променем та колючками. Черевні плавці маленькі. Анальний широкий, з короткою основою. Хвостовий плавець дуже виїмчастий.
Забарвлення чорно-коричневе або коричнево-сіре. Голова, верхня частина тулуба, жировий плавець плямисті — з численними темно-сірими цятками. Інші плавці — чорними плямами. Самці яскравіші за самиць. Молодь коричнювата або коричнево-бордова з мармуровим малюнком.

## Спосіб життя
Є бентопелагічною рибою. Зустрічається у річках з піщаним або гравійним ґрунтом. Дорослі особини територіальні. Вдень ховається серед каміння, під корчами або в печерках. Активна у присмерку та вночі. Живиться переважно личинками комах, водоростями, детритом, а також дрібними ракоподібними й невеличкою рибою.
Тривалість життя становить 15 років.

## Розповсюдження
Мешкає у річках Білий Ніл, Нігер, Вольта, Ква-Ібо, Крос, а також оз. Чад — в межах Нігерії, Нігеру, Чаду, Південного Судану, Гани, Малі.